# Deutschlandhalle

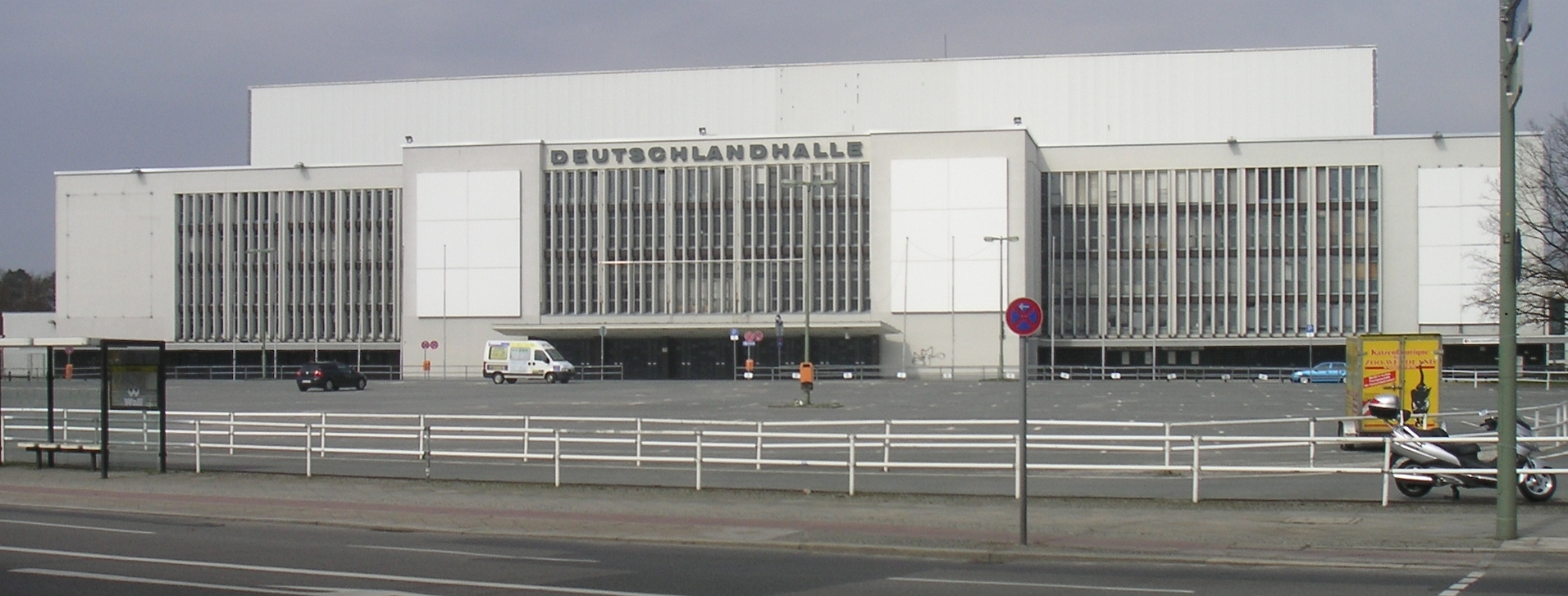
Deutschlandhalle

Deutschlandhalle – hala koncertowo-sportowa w Berlinie. Została otwarta w 1935 roku. Zburzono ją w grudniu 2011.
Hala mogła mieć do 10000 miejsc siedzących. Podczas Letnich Igrzysk Olimpijskich w 1936 odbywały się tu zawody w podnoszeniu ciężarów, boksie i zapasach.
Hanna Reitsch, jako pierwsza kobieta na świecie, dokonała wewnątrz Deutschlandhalle lotu samolotem (lot doświadczalny wewnątrz budynku).
Występowali tu również znani muzycy tacy jak: Jimi Hendrix (04.09.1970), Ella Fitzgerald, The Rolling Stones, Iron Maiden, Jerry Lee Lewis, The Who.
W 1980 roku odbył się tu finał koszykarskiej Euroligi.